# Diferencia de género en el suicidio

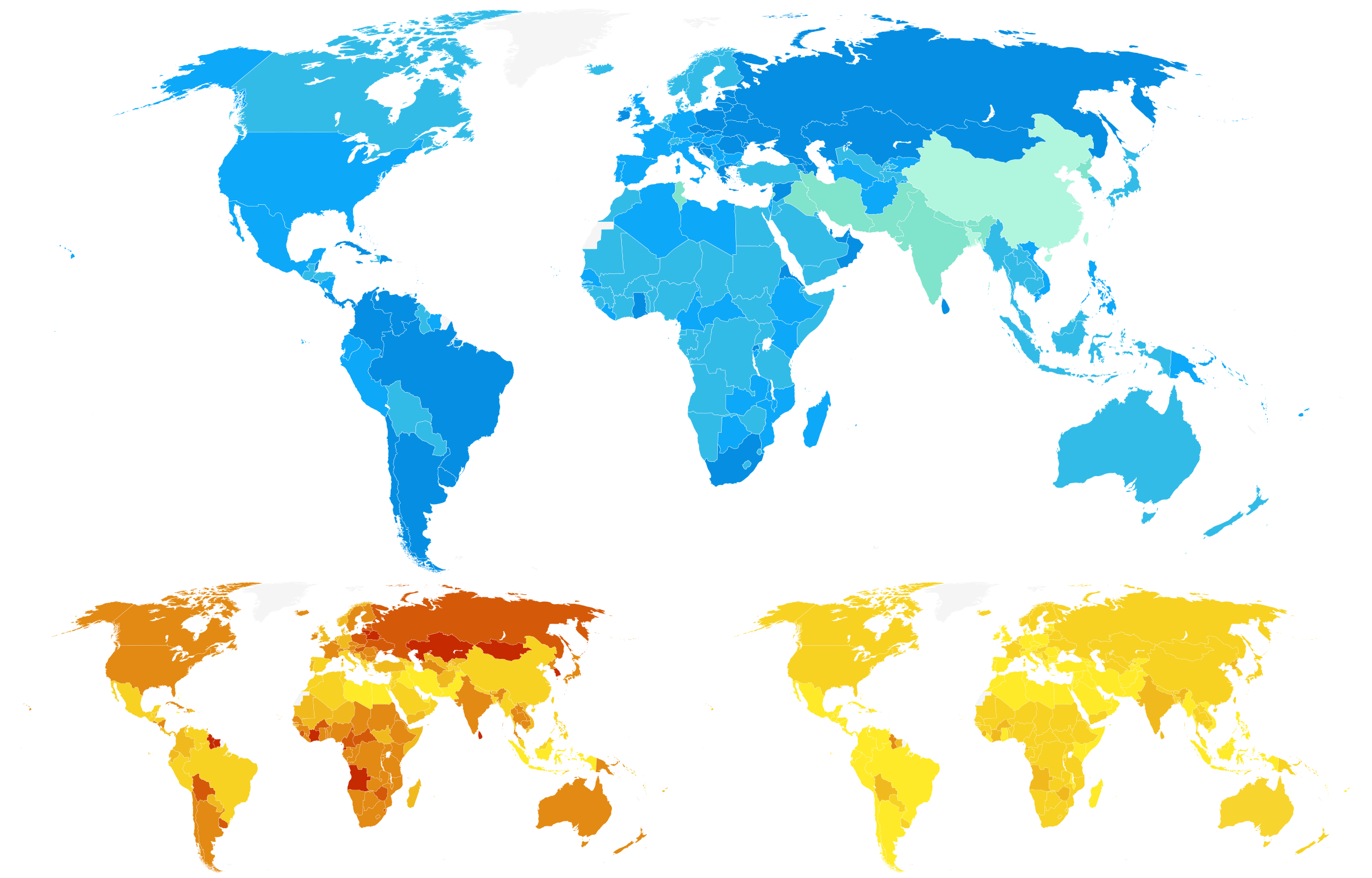
Arriba: Mapa mundial de las tasas de suicidio entre hombres y mujeres en 2015 (azul significa más suicidios masculinos). Abajo: mapas mundiales de las relaciones entre las tasas de suicidio de hombres (izquierda) y mujeres (derecha) por cada 100.000 habitantes: color rojo significa ratios más altas.
Menos de 1.0 : 1
Menos de 1.7* : 1
Menos de 3.0 : 1
Menos de 4.0 : 1
Mayor (o igual a) 4.0 : 1
Sin datos

Las diferencias de género en las tasas de suicidio han demostrado ser significativas. 
Existen diferentes tasas de suicidios consumados y comportamiento suicida entre hombres y mujeres. Mientras que las mujeres tienen pensamientos suicidas con mayor frecuencia, los hombres mueren por suicidio con mayor frecuencia, lo que se conoce como la paradoja de género en el suicidio. 
A nivel mundial, la muerte por suicidio ocurrió aproximadamente 1,8 veces más entre los hombres que entre las mujeres en 2008 y 1,7 veces en 2015. En el mundo occidental, los hombres mueren por suicidio tres o cuatro veces más a menudo que las mujeres ampliándose esta mayor frecuencia masculina en los mayores de 65 años.
En cuanto a los intentos de suicidio, son entre dos y cuatro veces más frecuentes entre las mujeres. Los investigadores atribuyen la diferencia entre los suicidios intentados y completados entre los sexos a los hombres que usan medios más letales para terminar con sus vidas.
El alcance en el desarrollo de los pensamientos suicidas no está claro, pero la investigación sugiere que los pensamientos suicidas son más comunes entre las mujeres que entre los hombres, especialmente en los menores de 25 años.

## Estadísticas por país
| Rank | País          | Ratio hombre/mujer | Ratio de suicidio (por 100.000 hab) |
| ---- | ------------- | ------------------ | ----------------------------------- |
| 1    | Sri Lanka     | 4.4 : 1            | 34.6                                |
| 2    | Lituania      | 5.8 : 1            | 26.1                                |
| 3    | Mongolia      | 5.2 : 1            | 28.1                                |
| 4    | Kazajistán    | 5.0 : 1            | 27.5                                |
| 5    | Bielorrusia   | 6.5 : 1            | 19.1                                |
| 6    | Polonia       | 6.7 : 1            | 18.5                                |
| 7    | Letonia       | 6.7 : 1            | 17.4                                |
| 8    | Rusia         | 5.8 : 1            | 17.9                                |
| 9    | Guyana        | 3.0 : 1            | 30.63(1!$)                          |
| 10   | Surinam       | 3.3 : 1            | 26.9                                |
| –    | Media mundial | 1.7 : 1            | 10.7                                |